# Осока свинцово-зелёная
Осо́ка свинцо́во-зелёная (лат. Carex livida) — многолетнее травянистое растение вид рода Осока (Carex) семейства Осоковые (Cyperaceae).

## Ботаническое описание
Сизо-зелёное растение с ползучими корневищами, дающее тонкие побеги. Репродуктивные побеги центральные.
Стебли сплюснуто-трёхгранные, гладкие, 15—50 см высотой.
Листья торчащие, желобчато-сложенные, 2—3 мм шириной, слабо-шероховатые, шиловидно-заострённые, почти равны стеблю или длиннее его.
Соцветие 2—5(6) см длиной из 2—3(4) сближенных колосков. Верхний колосок тычиночный, линейный или линейно-ланцетный, 1,5—2 см длиной, с яйцевидными, тупыми и ржавыми чешуями; остальные — пестичные, яйцевидные и продолговатые, 1—2 см длиной, рыхлые, на длинной ножке до 2—2,5 см длиной, прямотостоячие; чешуи яйцевидные, тупые, ржаво-бурые или бурые, посредине широко-зелёные, по краю узко-бело-перепончатые, короче мешочков. Мешочки эллиптические или эллиптически-яйцевидные, неясно-трёхгранные, 4—4,5 мм длиной, сизо-зелёные, позже желтоватые, густо покрытые папиллами, без ясных жилок, на короткой ножке, кверху закруглённо суженные, без ясно выраженного носика, с ржавой выемкой наверху. Рылец 3. Нижний кроющий лист с влагалищем до 2 см длиной и пластинкой почти равной соцветию.
Плодоносит в июне—июле.
Число хромосом 2n=32.
Вид описан из Северной Финляндии.

## Распространение
Северная Европа: Скандинавия, в том числе арктическая Скандинавия, Финляндия, север Исландии; Арктическая часть России: Мурман; Европейская часть России: Кольский полуостров, Карелия, окрестности Санкт-Петербурга, Архангельская область; Западная Сибирь: бассейн Верхнего Пура; Дальний Восток: южная Камчатка, Курильские острова, Восточная Азия: север полуострова Корея, остров Хоккайдо; Северная Америка: запад от Аляски до штата Калифорния (38° северной широты),  южная часть Канады, арктическое побережье Канады (между реками Маккензи и Андерсон), северо-восток США.
Растёт на осоково-моховых, часто сфагновых болотах, торфянистых берегах озёр, у лесных ключей.